# Temporada 1949-50 de los Anderson Packers
La Temporada 1949-50 fue la primera y única de los Anderson Packers en la NBA, tras jugar tres temporadas en la NBL con la denominación Anderson Duffey Packers. La temporada regular acabó con 37 victorias y 27 derrotas, ocupando el segundo puesto de la División Oeste, clasificándose para los playoffs, en los que perdieron en semifinales ante los Minneapolis Lakers.

## Temporada regular
| División Oeste           | División Oeste | División Oeste | División Oeste | División Oeste | División Oeste | División Oeste | División Oeste | División Oeste |
| Equipo                   | G              | P              | %              | PD             | Casa           | Fuera          | Neutral        | Div            |
| ------------------------ | -------------- | -------------- | -------------- | -------------- | -------------- | -------------- | -------------- | -------------- |
| x-Indianapolis Olympians | 39             | 25             | .609           | -              | 24-7           | 12-16          | 3-2            | 8-11           |
| x-Anderson Packers       | 37             | 27             | .578           | 2              | 22-9           | 12-18          | 3-0            | 7-10           |
| x-Tri-Cities Blackhawks  | 29             | 35             | .453           | 10             | 20-13          | 6-20           | 3-2            | 8-9            |
| x-Sheboygan Redskins     | 22             | 40             | .355           | 17             | 17-14          | 5–22           | 0-4            | 5-12           |
| Waterloo Hawks           | 19             | 43             | .306           | 20             | 16-15          | 2–22           | 1-6            | 4-13           |
| Denver Nuggets           | 11             | 51             | .177           | 28             | 9-16           | 1–25           | 1-10           | 3-14           |

## Playoffs

### Semifinales de División
Anderson Packers - Tri-Cities Blackhawks
| Fecha       | Partido                                       | Ciudad   |
| ----------- | --------------------------------------------- | -------- |
| 21 de marzo | Anderson Packers 89, Tri-Cities Blackhawks 77 | Anderson |
| 23 de marzo | Tri-Cities Blackhawks 76, Anderson Packers 75 | Moline   |
| 24 de marzo | Anderson Packers 94, Tri-Cities Blackhawks 71 | Anderson |
|             | Anderson gana las series 2-1                  |          |

### Finales de División
Indianapolis Olympians - Anderson Packers
| Fecha       | Partido                                        | Ciudad       |
| ----------- | ---------------------------------------------- | ------------ |
| 28 de marzo | Indianapolis Olympians 77, Anderson Packers 74 | Indianapolis |
| 30 de marzo | Anderson Packers 84, Indianapolis Olympians 67 | Anderson     |
| 1 de abril  | Indianapolis Olympians 67, Anderson Packers 65 | Indianapolis |
|             | Anderson gana las series 2-1                   |              |

### Semifinales NBA
Minneapolis Lakers - Anderson Packers
| Fecha      | Partido                                    | Ciudad      |
| ---------- | ------------------------------------------ | ----------- |
| 5 de abril | Minneapolis Lakers 75, Anderson Packers 50 | Minneapolis |
| 6 de abril | Anderson Packers 71, Minneapolis Lakers 90 | Anderson    |
|            | Minneapolis gana las series 2-0            |             |

## Estadísticas
| Rk | Jugador         | Edad | P  | PT | MP | TC  | TCI  | %TC  | 3P | 3PI | %3P | TL  | TLI | %TL  | RO | RD | RT | AS  | RB | TAP | BP | FP  | PTS  |
| 1  | Frankie Brian   | 26   | 64 |    |    | 5.8 | 18.1 | .318 |    |     |     | 6.3 | 7.6 | .824 |    |    |    | 3.0 |    |     |    | 3.0 | 17.8 |
| 2  | Bill Closs      | 28   | 64 |    |    | 4.4 | 14.0 | .315 |    |     |     | 2.9 | 4.0 | .718 |    |    |    | 2.5 |    |     |    | 3.0 | 11.8 |
| 3  | John Hargis     | 29   | 60 |    |    | 3.7 | 9.2  | .405 |    |     |     | 3.3 | 4.6 | .711 |    |    |    | 1.7 |    |     |    | 2.8 | 10.7 |
| 4  | Milo Komenich   | 29   | 64 |    |    | 3.8 | 13.5 | .283 |    |     |     | 2.3 | 3.9 | .584 |    |    |    | 1.9 |    |     |    | 3.8 | 9.9  |
| 5  | Charlie Black   | 28   | 29 |    |    | 3.5 | 13.0 | .267 |    |     |     | 2.7 | 3.9 | .688 |    |    |    | 3.0 |    |     |    | 4.6 | 9.6  |
| 6  | Ralph Johnson   | 28   | 35 |    |    | 3.8 | 12.2 | .312 |    |     |     | 2.0 | 2.4 | .855 |    |    |    | 3.0 |    |     |    | 3.2 | 9.6  |
| 7  | Ed Stanczak     | 28   | 57 |    |    | 2.8 | 8.0  | .349 |    |     |     | 3.6 | 4.7 | .752 |    |    |    | 1.2 |    |     |    | 2.9 | 9.1  |
| 8  | Howie Schultz   | 27   | 35 |    |    | 2.4 | 9.0  | .263 |    |     |     | 3.3 | 4.6 | .731 |    |    |    | 2.5 |    |     |    | 3.6 | 8.1  |
| 9  | Rollie Seltz    | 26   | 34 |    |    | 2.7 | 9.1  | .301 |    |     |     | 2.4 | 3.1 | .769 |    |    |    | 1.9 |    |     |    | 2.1 | 7.8  |
| 10 | Richie Niemiera | 28   | 29 |    |    | 1.8 | 4.9  | .357 |    |     |     | 1.7 | 2.3 | .727 |    |    |    | 1.9 |    |     |    | 1.2 | 5.2  |
| 11 | Walt Kirk       | 25   | 26 |    |    | 1.2 | 4.8  | .248 |    |     |     | 2.2 | 3.2 | .687 |    |    |    | 1.7 |    |     |    | 2.4 | 4.6  |
| 12 | Frank Gates     | 29   | 64 |    |    | 1.8 | 6.3  | .281 |    |     |     | 1.0 | 1.5 | .622 |    |    |    | 1.4 |    |     |    | 2.3 | 4.5  |
| 13 | Jake Carter     | 25   | 11 |    |    | 0.9 | 2.7  | .333 |    |     |     | 1.6 | 2.5 | .667 |    |    |    | 0.7 |    |     |    | 2.9 | 3.5  |
| 14 | Red Owens       | 24   | 35 |    |    | 1.3 | 4.3  | .291 |    |     |     | 0.8 | 1.2 | .667 |    |    |    | 1.2 |    |     |    | 2.5 | 3.3  |
| 15 | Jack Smiley     | 27   | 12 |    |    | 0.5 | 4.2  | .120 |    |     |     | 1.0 | 2.0 | .500 |    |    |    | 1.2 |    |     |    | 2.9 | 2.0  |
| 16 | Murray Mitchell | 26   | 2  |    |    | 0.5 | 1.5  | .333 |    |     |     | 0.0 | 0.0 |      |    |    |    | 1.0 |    |     |    | 0.5 | 1.0  |

## Galardones y récords
| Jugador       | Galardón                    |
| Frankie Brian | 2º Mejor quinteto de la NBA |